# Ford C-MAX
Ford C-MAX je vůz kategorie MPV Střední třídy vyráběný Fordem ve Španělsku pro Evropu od roku 2003. Je odvozen z vozu Ford Focus. V roce 2019 byla jeho výroba z důvodu klesajícího zájmu o vozy typu MPV ukončena.

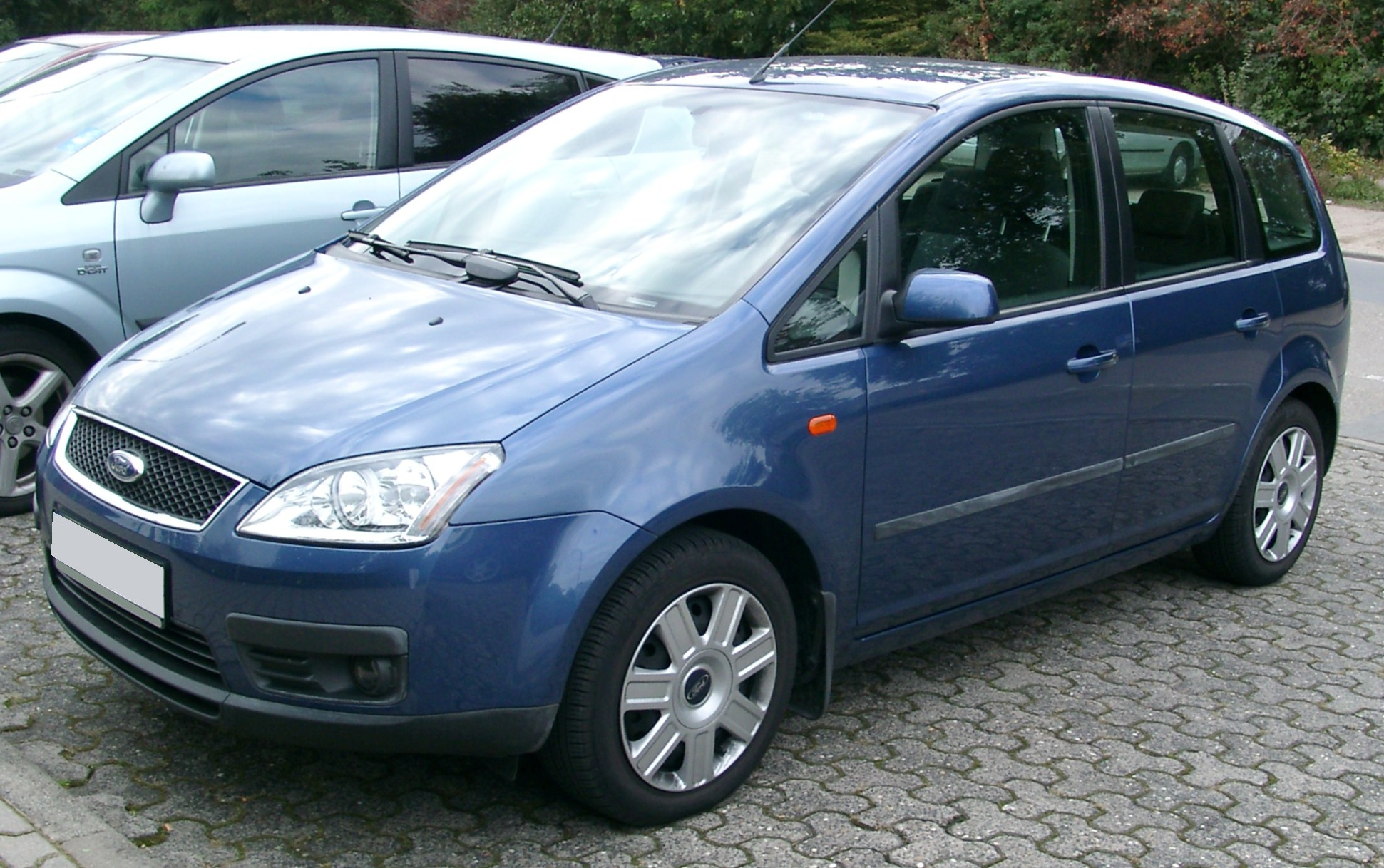
Ford C-MAX (od 2003–2007)
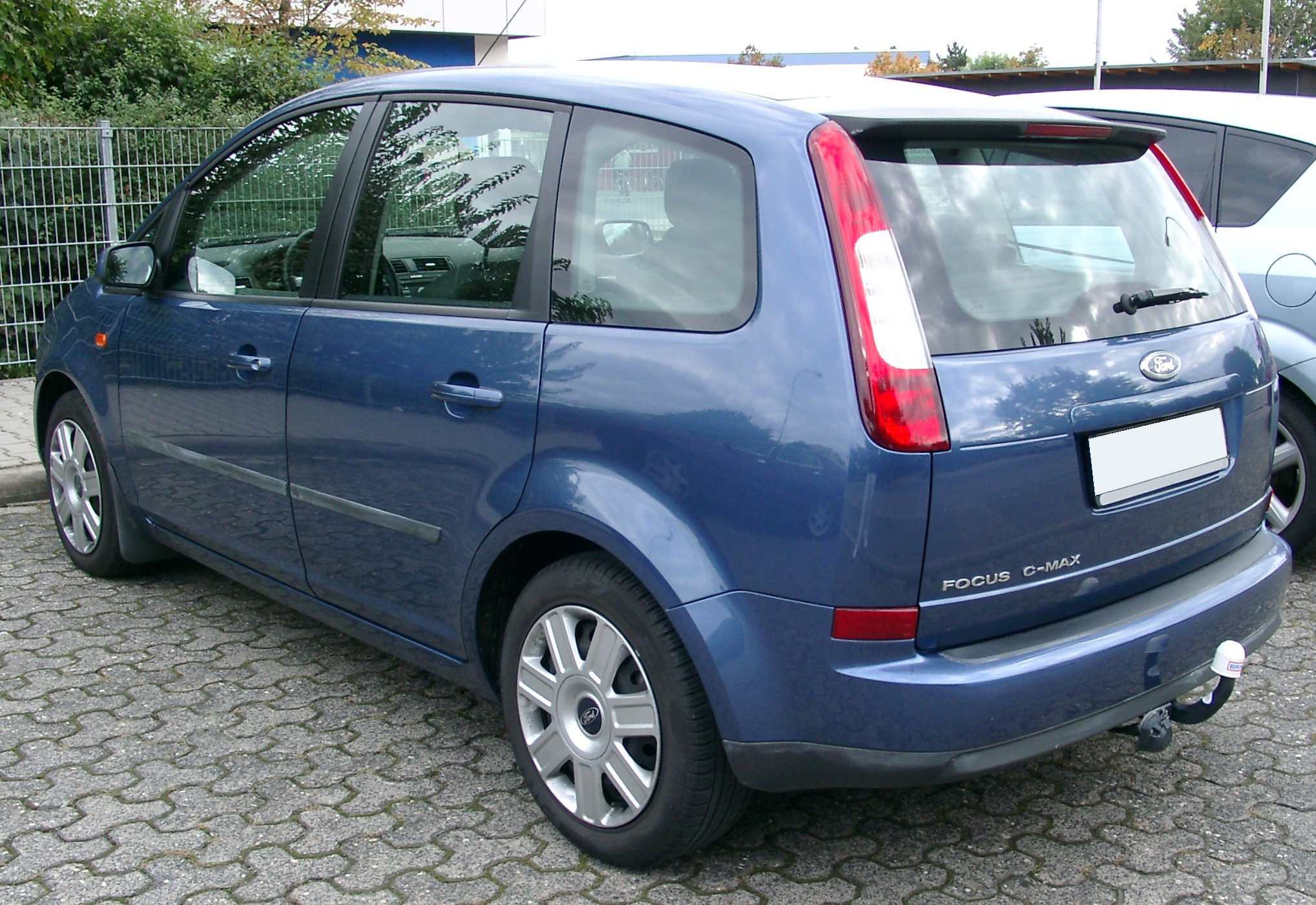
Ford C-MAX (od 2003–2007)
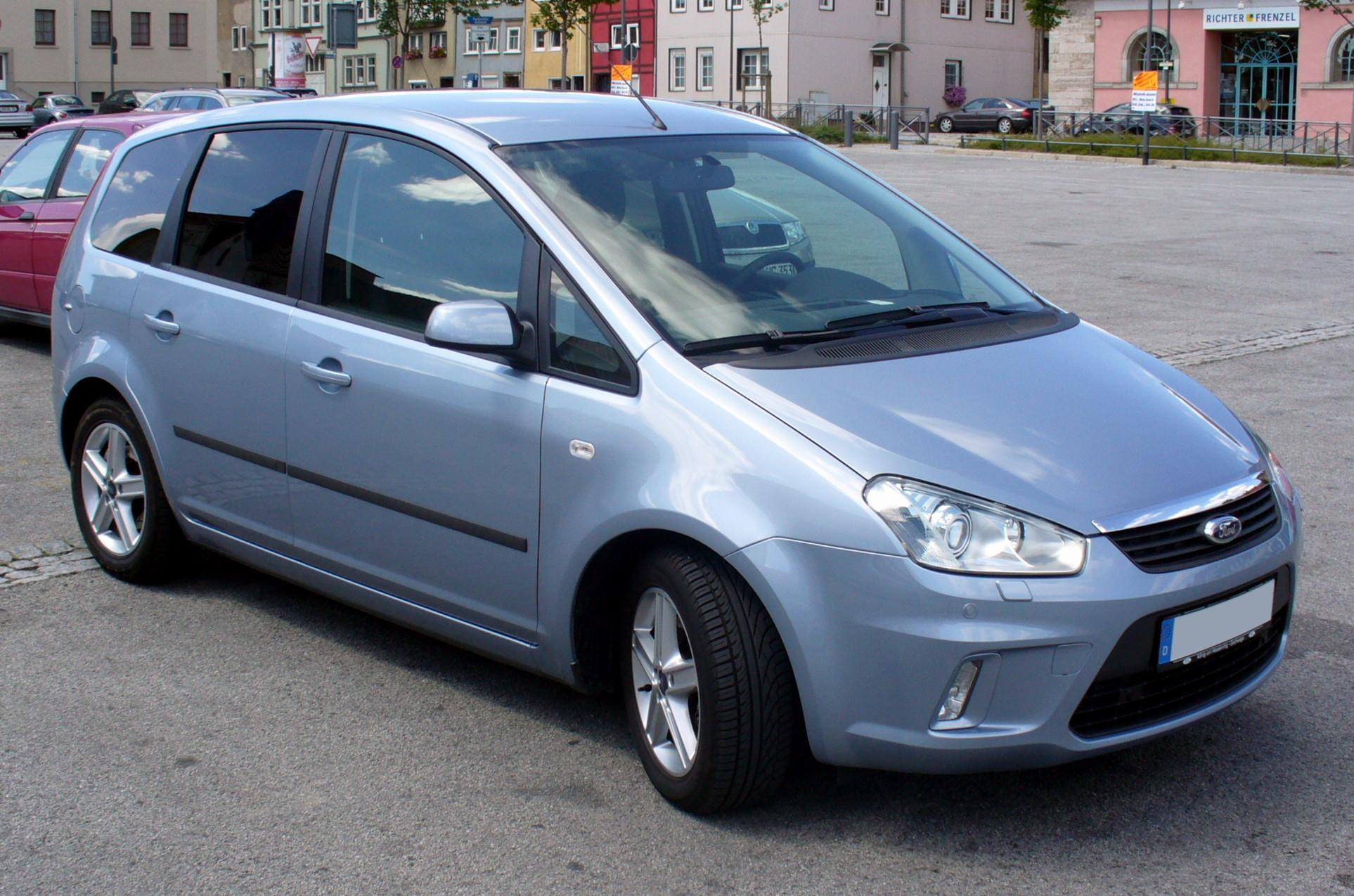
Ford C-MAX (od 2007–)
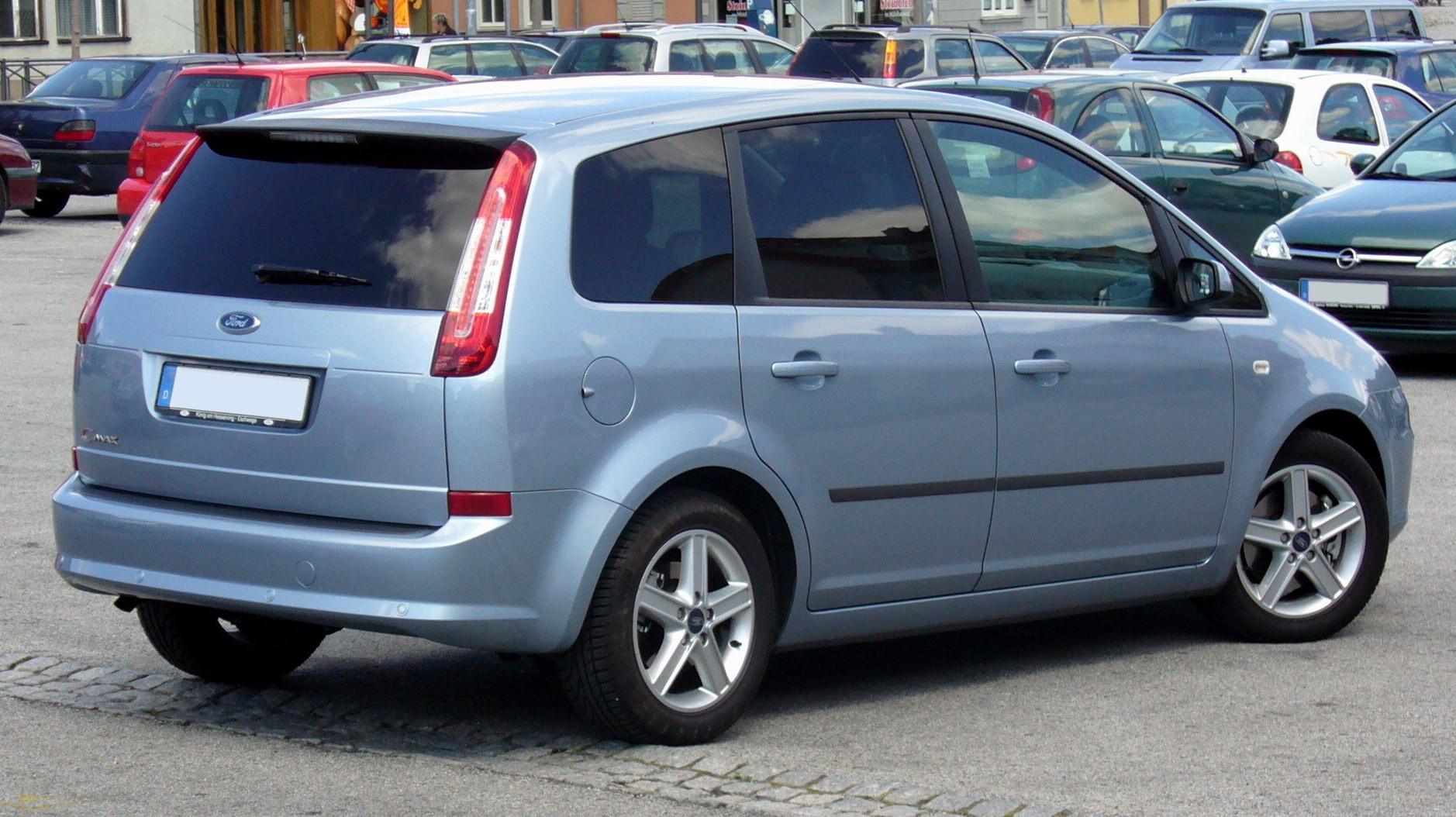
Ford C-MAX (od 2007–)